# Elastanza elettrica
L'elastanza elettrica è il reciproco della capacità elettrica. L'unità di misura SI dell'elastaza è il farad reciproco (F−1). Questo concetto non viene largamento usato dagli ingegneri elettrici ed elettronici: il valore dei condensatori, solitamente, viene specificato in unità di capacità piuttosto che capacità inversa. Tuttavia, questo concetto viene usato nel lavoro teorico di analisi dei circuiti elettrici ed ha alcune applicazioni di nicchia alle frequenze delle microonde.
Il termine elastanza fu coniato da Oliver Heaviside considerando l'analogia di un condensatore con una molla. Il termine è usato anche per grandezze analoghe in altri domini energetici. Esso corrisponde alla rigidezza nel campo della meccanica e all'inverso della capacitanza nello studio del flusso dei fluidi, specialmente in fisiologia. È anche il nome dato ad alcune grandezze generalizzate nell'analisi dei bond-graph e in altri schemi che analizzano ssistemi attraverso domini multipli.

## Utilizzo
La capacità (C) è definita come la carica (Q) immagazzinata per unità di tensione (V):
{\displaystyle C={Q \over V}\ ,}
L'elestanza (S) è il reciproco della capacità, quindi:
{\displaystyle S={V \over Q}\ .}
I valori dei condensatori non vengono espressi come elastanze molto frequentemente nella pratica dagli ingegneri elettrici, sebbene a volte sia conveniente per i condensatori in serie. In questo caso, l'elastanza totale è semplicemente la somma delle singole elastanze. Tuttavia, viene usata dai teorici delle reti nelle loro analisi.
Un vantaggio è che un aumento dell'elastanza aumenta l'impedenza. Questo è lo stesso andamento che si ha con gli altri due elementi passivi di base, resistenza e induttanza. Un esempio dell'uso dell'elastanza può essere trovato nella tesi di dottorato del 1926 di Wilhelm Cauer. Nel suo percorso per fondare la sintesi di rete (network synthesis), egli considerò la matrice di loop (cioè una matrice che si ottiene dalle equazioni che esprimono le relazioni tra tensioni e correnti di maglia, quando si applica il metodo delle maglie) A, esprimendola come:
{\displaystyle \mathbf {A} =s^{2}\mathbf {L} +s\mathbf {R} +\mathbf {S} =s\mathbf {Z} }
dove L, R, S e Z sono le matrici di loop della rete, rispettivamente, di induttanze, resistenze, elastanze e impedenze e s è la frequenza complessa. Questa espressione sarebbe significativamente più complicata se Cauer avesse provato a usare una matrice di capacità invece che di elastanze. L'uso dell'elastanza qui è solo per comodità matematica, più o meno allo stesso modo in cui i matematici usano i radianti piuttosto che le unità più comuni per gli angoli.
L'elastanza è usata anche nell'ingegneria delle microonde. In questo campo, vengono usati come condensatori variabili controllati in tensione i diodi varicap nei moltiplicatori di frequenza, negli amplificatori parametrici e nei variable filtri variabili. Questi diodi immagazzinano una carica nella loro giunzione quando sono polarizzati inversamente che è la sorgente dell'effetto condensatore. In questo campo, la pendenza della curva che esprime l'andamento della carica accumulata al variare della tensione è chiamata elastanza differenziale.

## Unità di misura
L'unità SI dell'elastanza è il farad reciproco (F−1). Talvolta, per questa unità, viene usato il termine daraf, ma non è approvato dal SI e il suo uso viene scoraggiato. Il termine è ottenuto scrivendo farad al contrario, allo stesso modo di come si fa per l'unità mho (unità di conduttanza, anche questo termine non approvato dal SI) ottenuto scrivendo ohm al contrario.
Il termine daraf fu coniato da Arthur E. Kennelly. Egli lo usava almeno dal 1920.

## Storia
I termini elastanza ed elasticità furono coniati da Oliver Heaviside nel 1886.  Heaviside coniò molti dei termini usati oggi nell'analisi dei circuiti, come impedenza, induttanza, ammettenza e conduttanza. La terminologia di Heaviside seguiva il modello di utilizzare i termini di resistenza e resistività con il suffisso -enza utilizzato per le proprietà estensive e il suffisso -ività utilizzato per le proprietà intensive. Le proprietà estensive vengono usate nell'analisi dei circuiti (esse sono i "valori" dei componenti) e quelle intensive vengono usate nell'analisi dei campi. La nomenclatura di Heaviside fu ideata per evidenziare la connessione tra le corrispondenti grandezze nello studio dei campi e quelle nello studio dei circuiti. L'elastività è la proprietà intensiva di un materiale corrispondente alla proprietà estensiva di un componente, l'elastanza. È il reciproco della permittività. Come dichiarato da Heaviside,
La permittività dà origine alla permittenza e l'elastività all'elastanza. 
      — Oliver Heaviside
Qui, permittenza è il termine di Heaviside per la capacità. A lui non piaceva alcun termine che suggerisse che un condensatore fosse un contenitore per mantenere della carica. Non accettava i termini capacità e capacitivo e i suoi inversi incapacità and incapacitivo. Mentre in italiano si utilizza ancora oggi il termine condensatore, nella lingua inglese oggi si utilizza il termine capacitor.  Invece, ai tempi di Heaviside i termini in uso erano condenser (il quale suggeriva che il "fluido electrico" avrebbe potuto essere condensato) e leyden, termine che prendeva il nome dalla bottiglia di Leida, una prima forma di condensatore, suggerendo anche una sorta di immagazzinamento. Heaviside preferiva l'analogia, nel campo della meccanica, con una molla sotto compressione, da qui la sua preferenza per termini che suggerissero una proprietà di una molla. Questa preferenza era il risultato del fatto che Heaviside seguiva il punto di vista di James Clerk Maxwell sulla corrente elettrica, o almeno, rispecchiava l'interpretazione di Heaviside di essa. Secondo questo punto di vista, la corrente elettrica era un flusso causato dalla forza elettromotrice ed era l'analogo della velocità causata da una forza meccanica. Presso il condensatore, questa corrente causebbe uno "spostamento" per cui la velocità di variazione della carica sarebbe uguale alla corrente. Questo spostamento era visto come una deformazione elettrica, simile a una deformazione meccanica in una molla compressa. L'esistenza di un flusso di cariche fisiche era negato, così come l'accumulo di cariche sulle armature del condensatore. Ciò era sostituito con il concetto di divergenza del campo di spostamento presso le armature, che era numericamente uguale alla carica raccolta sulle armature che si ha secondo il punto di vista del flusso di carica.
Per un certo periodo nel XIX e all'inizio del XX secolo, alcuni autori seguirono Heaviside nell'uso dei termini elastanza ed elastività. Oggi, quasi universalmente, gli ingegneri elettrici preferiscono parlare di reciproci delle grandezze capacità e permittività. Tuttavia, l'elastanza viene ancora utilizzata qualche volta da parte di scrittori teorici. Un'ulteriore considerazione nella scelta di questi termini da parte di Heaviside è stata il desiderio di distinguerli dai termini meccanici.  Così lui scelse elastività piuttosto che elasticità. Questo evita di dover scrivere elasticità elettrica per non avere ambiguità con elasticità meccanica.
Heaviside scelse con cura i suoi termini affinché fossero unicamente per l'elettromagnetismo, evitando soprattutto che fossero in comune con la meccanica. Per ironia della sorte, molti dei suoi termini sono stati successivamente ripresi nella meccanica e in altri domini per denominare proprietà analoghe. Per esempio, attualmente è necessario distinguere l'impedenza elettrica dall'impedenza meccanica in alcuni contesti. Anche l'elastanza è stata ripresa in meccanica da alcuni autori per indicare una grandezza analoga, ma spesso il termine che, invece, viene preferito è rigidezza. Tuttavia, elastanza è largamente usato per le proprietà analoghe nella fluidodinamica, specialmente nei campi della biomedicina e della fisiologia.

## Analogia meccanica
Le analogie elettromeccaniche sono ottenute confrontando le descrizioni matematiche dei due sistemi. Le quantità che compaiono allo stesso posto nelle equazioni della stessa forma sono dette analoghe. Ci sono due ragioni principali per ottenere tali analogie. La prima consiste nel fatto che ciò permette di spiegare i fenomeni elettrici negli stessi termini dei più familiari sistemi meccanici. Per esempio, un circuito elettrico induttore-condensatore-resistore è descritto mediante equazioni differenziali che hanno la stessa forma di quelle che descrivono un sistema meccanico massa-molla-smorzatore. In tali casi, il dominio elettrico è convertito nel dominio meccanico. La seconda e più importante ragione è che ciò consente l'analisi di un sistema contenente parti sia meccaniche che elettriche come un tutt'uno. Questo è di grande aiuto nei campi della meccatronica e della robotica. In tali casi, più spesso il dominio meccanico è convertito nel dominio elettrico poiché l'analisi delle reti nel dominio elettrico è molto sviluppata.

### L'analogia maxwelliana
Nell'analogia sviluppata da Maxwell, ora nota come analogia di Maxwell, la tensione è considerata l'analogo della forza. Per questo motivo, ancora oggi, la tensione di un generatore, che eroga potenza elettrica, è chiamata forza elettromotrice. La corrente è l'analogo della velocità. La derivata rispetto al tempo della distanza (spostamento) è uguale alla velocità e la derivata rispetto al tempo dell'impulso è uguale alla forza. Le grandezze in altri domini energetici che soddisfano questa stessa relazione differenziale sono chiamate rispettivamente spostamento generalizzato, velocità generalizzata, impulso generalizzato e forza generalizzata. Nel dominio elettrico, si può vedere che lo spostamento generalizzato è la carica, il che spiega l'uso da parte di Maxwell del termine spostamento.
Poiché l'elastanza è il rapporto tra tensione e corrente, da ciò segue che l'analogo dell'elastanza in un altro dominio energetico è il rapporto tra forza generalizzata e spostamento generalizzato.  Quindi, un'elastanza può essere definita in qualsiasi dominio energetico. L'elastanza è utilizzata come nome della grandezza generalizzata nell'analisi formale di un sistema con domini energetici multipli, così come si fa con i bond graph.
| Dominio energetico         | Forza generalizzata       | Spostamento generalizzato | Nome per l'elastanza                                                                           |
| -------------------------- | ------------------------- | ------------------------- | ---------------------------------------------------------------------------------------------- |
| Elettrico                  | Tensione                  | Carica                    | Elastanza                                                                                      |
| Meccanico (translazionale) | Forza                     | Spostamento               | Rigidezza/elastanza                                                                            |
| Meccanico (rotazionale)    | Momento meccanico         | Angolo                    | Rigidezza rotazionale/elastanza Momento di rigidezza/elastanza Rigidezza torsionale /elastanza |
| Fluidi                     | Pressione                 | Volume                    | Elastanza                                                                                      |
| Termico                    | Differenza di temperatura | Entropia                  | Fattore di riscaldamento                                                                       |
| Magnetico                  | Forza magnetomotrice      | Flusso magnetico          | Permeanza                                                                                      |
| Chimico                    | Potenziale chimico        | Quantità molare           | Capacità chimica reciproca                                                                     |

### Altre analogie
L'analogia di Maxwell non è l'unico modo in cui si possono costruire analogie tra sistemi meccanici ed elettrici. Ci sono molti modi per farlo. Un sistema molto comune è l'analogia di mobilità. In questa analogia la forza corrisponde alla corrente invece che alla tensione.  L'impedenza elettrica non corrisponde più all'impedenza meccanica e, allo stesso modo, l'elastanza elettrica non corrisponde più all'elastanza meccanica.